# Balatonfőkajár felső megállóhely

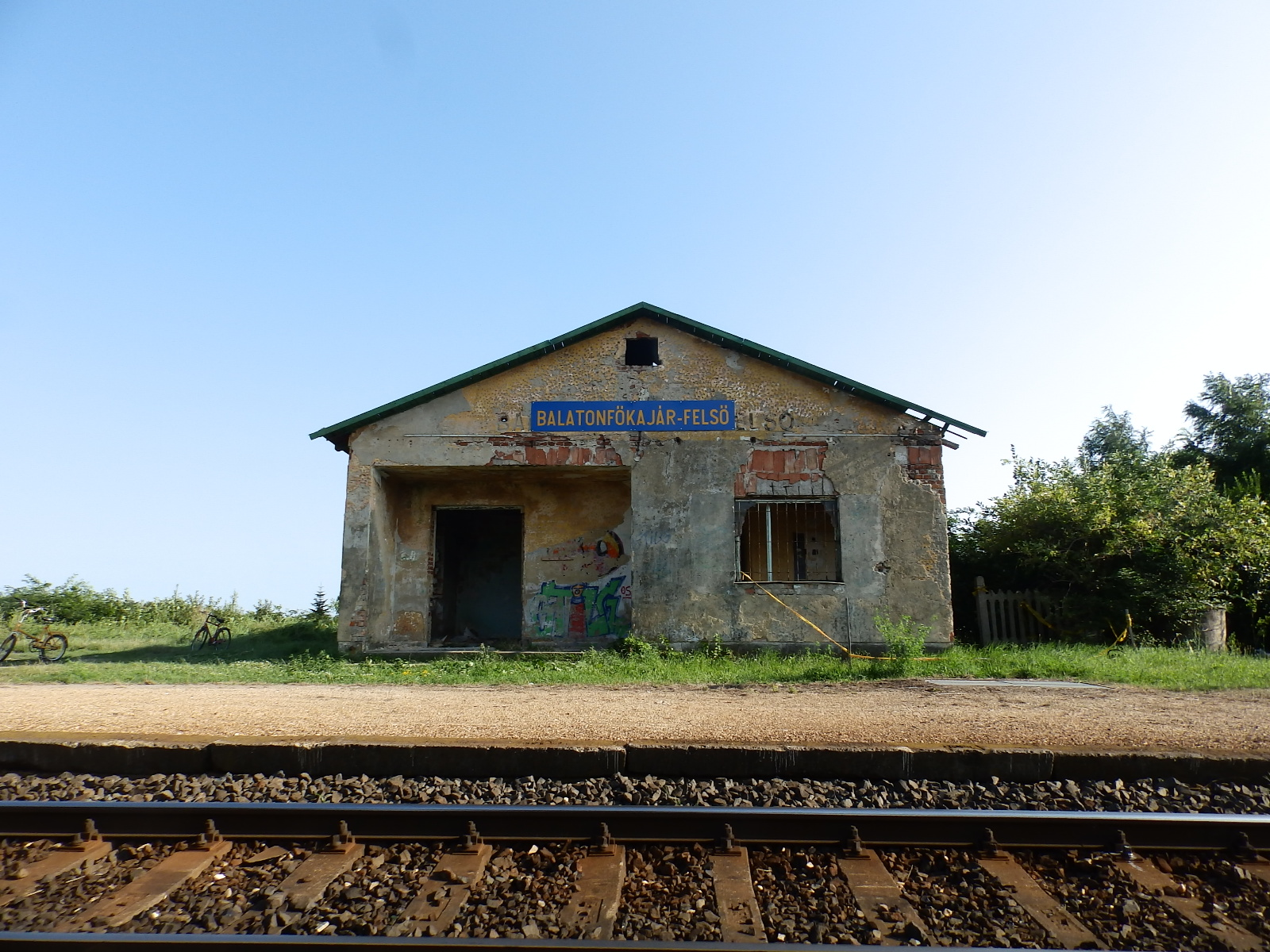
A felvételi épület a felújítás előtt (2014)

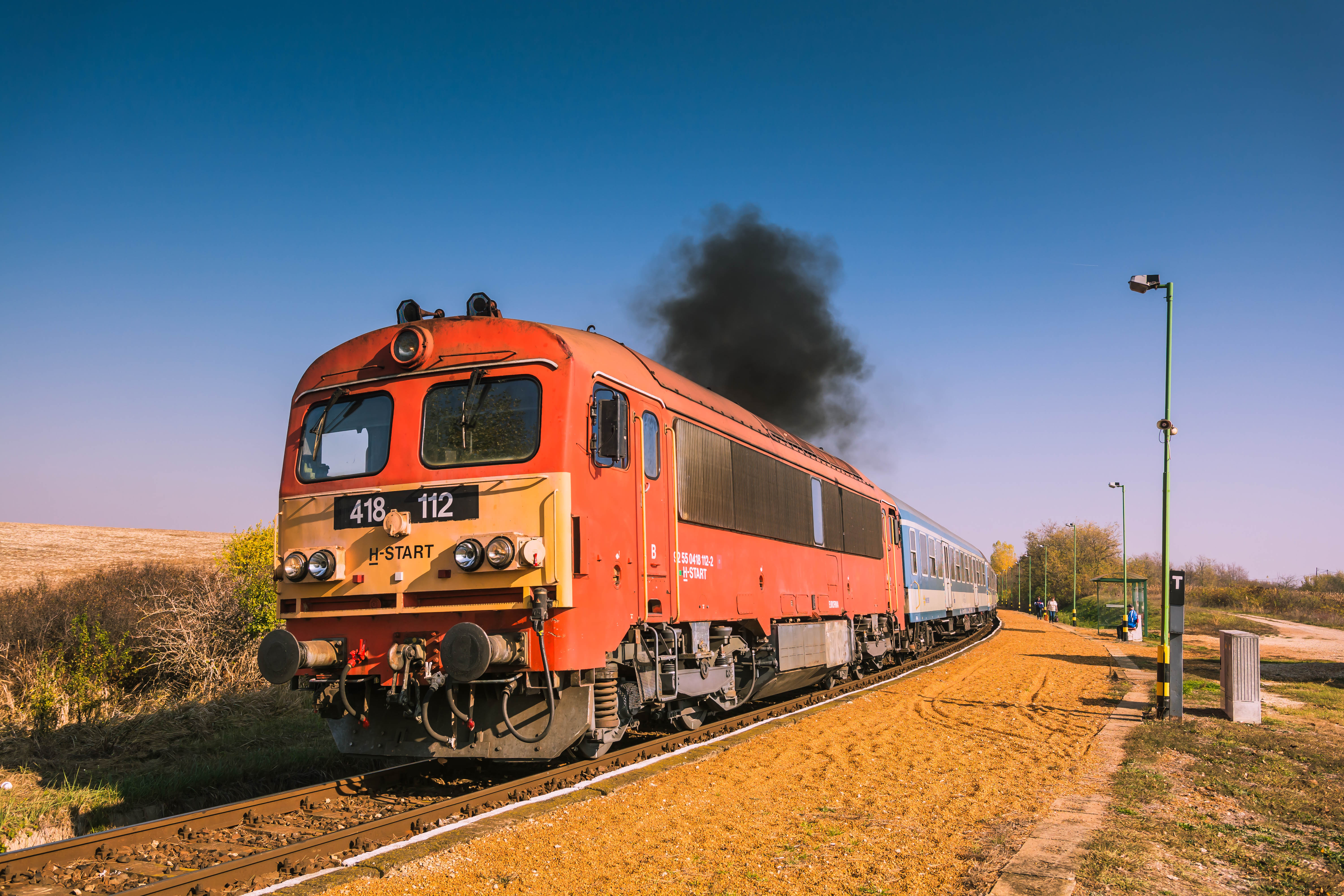
„Csörgő” mozdony és vonata indul tovább Tapolcára az induláskor szokásos fekete füsttel

Balatonfőkajár felső megállóhely egy Veszprém vármegyei vasúti megállóhely, melyet a MÁV üzemeltet Balatonfőkajár településen.
A lakott területtől északkeletre, külterületek közt helyezkedik el, közúti elérését csak egy önkormányzati út biztosítja a 7205-ös út felől.

## Története
A megállóhelyet érintő egyetlen vasútvonal, a 29-es vonal még nem villamosított, így itt dízel motorvonatok közlekednek. Téli időszakban 11 vonatpár áll meg Balatonfőkajár felsőn. Főleg M41-es „Csörgő” és „Hörgő” mozdonyok által továbbított vonatok állnak meg személyvonatként, illetve Bzmot és modern Desiro szerelvények. A pálya villamosítása 2019 szeptemberében elkezdődött, első ütemben Székesfehérvár és Balatonfüred között.
2015-ben az Index.hu az ország legocsmányabb vasútállomásának nevezte és így közölt cikket az állomásépületről és környékéről. Kerestek is további, ennyire vagy ennél is jobban lerobbant állomást, de nem találtak. Az elmúlt évtizedekben nem költöttek az állomásépület állagának megóvására. Vandálok kitörték az ablakokat, elvitték, ami mozdítható volt, a falakat összefirkálták és még a téglafalat is elkezdték bontani. Az idő pedig kikezdte a tetőszerkezetet, ami aztán életveszélyessé vált az egész épülettel együtt. Hosszú ideig sárga szalaggal volt körbekerítve, majd azt is ellopták. A vasútállomás negatív hírét több más híroldal is átvette, illetve az RTL Híradó is foglalkozott vele. A MÁV a település vezetőségét okolta, a polgármester pedig a MÁV-ot. Hosszú lobbizási folyamat indult el Balatonfőkajár részéről, többek között Kontrát Károly, a Veszprém megyei 2-es számú választókerület egyéni országgyűlési képviselője és a Belügyminisztérium parlamenti államtitkára segítségét is kérték az állomás felújításához. Időközben Budapest és Balatonfüred adott otthont a FINA 2017 vizes világbajnokságnak. A Budapest–Balatonfüred vasúti viszonylatban megnövekedett idegenforgalmi mozgásra lehetett számítani, és nem vetett volna jó fényt a vb-rendező ország megítélésére, ha útközben ilyen állomáson kell keresztülhaladni.
A megállóhely felújítása presztízskérdéssé vált. A világbajnokságig természetesen nem maradt annyi idő, hogy teljesen elkészüljenek a felújítással. A MÁV 80 millió forintot különített el a munkálatokra. A közel 100 négyzetméter alapterületű épületet teljesen visszabontották, majd a vb idejére két méter magas molinóval kerítették körbe, amin az új épület látványterve volt látható.
A beruházás a 2018-as turistaszezon kezdetére készült el, az avatást azonban már 2018. április 4-én megtartották. Forró Zsolt, a település polgármestere, Dávid Ilona a MÁV Zrt. elnök-vezérigazgatója és Kontrát Károly országgyűlési képviselő adták át. Az 1950-es években épült megálló teljesen megújult, továbbá az épület utasforgalmi terei akadálymentessé váltak, megújult a fűtési, elektromos és vízgépészeti hálózat. Sőt, még egy esőbeállót is kapott a peron mellé.
Mindannyian tudjuk, hogy ez egy híres-hírhedt megállóhely volt. De nemcsak erről nevezetes ez a megálló, hanem arról is, hogy ez a Balaton északi partjának kapuja. A MÁV úgy döntött, saját forrásaiból figyelmet fordít a kisebb megállók megújítására. 

## Vasútvonalak
A megállóhelyet az alábbi vasútvonalak érintik:
- Börgönd–Szabadbattyán–Tapolca-vasútvonal

## Kapcsolódó állomások
A megállóhelyhez az alábbi állomások vannak a legközelebb:
- Füle megállóhely (Börgönd–Szabadbattyán–Tapolca-vasútvonal)
- Csajág vasútállomás (Börgönd–Szabadbattyán–Tapolca-vasútvonal)

## Forgalom
| Járat             | Útvonal | Gyakoriság                 |
| ----------------- | --- | -------------------------- |
| személyvonat      | Székesfehérvár – Maroshegy – Szabadbattyán – Polgárdi-Ipartelepek – Polgárdi – Füle – Balatonfőkajár felső – Csajág – Balatonakarattya – Csittényhegy – Balatonkenese – Balatonfűzfő – Balatonalmádi – Káptalanfüred – Alsóörs – Csopak – Balatonarács – Balatonfüred – Aszófő – Örvényes – Balatonudvari – Fövenyes – Balatonakali-Dörgicse – Zánka-Erzsébettábor – Zánka-Köveskál – Balatonszepezd – Szepezdfürdő – Révfülöp – Balatonrendes – Ábrahámhegy – Badacsonyörs – Badacsonytomaj – Badacsony – Badacsonylábdihegy – Badacsonytördemic-Szigliget – Nemesgulács-Kisapáti – Tapolca | Napi 1 pár (Kivéve nyáron) |
| személyvonat      | Székesfehérvár – Maroshegy – Szabadbattyán – Polgárdi-Ipartelepek – Polgárdi – Füle – Balatonfőkajár felső – Csajág – Balatonakarattya – Csittényhegy – Balatonkenese – Balatonfűzfő – Balatonalmádi – Káptalanfüred – Alsóörs – Csopak – Balatonarács – Balatonfüred | 2 óránként                 |
| személyvonat      | Balatonfüred → Balatonarács → Csopak → Alsóörs → Káptalanfüred → Balatonalmádi → Balatonfűzfő → Balatonkenese → Csittényhegy → Balatonakarattya → Csajág → Balatonfőkajár felső → Füle → Polgárdi → Polgárdi-Ipartelepek → Szabadbattyán → Maroshegy → Székesfehérvár → Velence → Budapest-Kelenföld → Budapest-Déli | Napi 1 Budapest felé       |
| Katica InterRégió | Budapest-Déli – Budapest-Kelenföld – Székesfehérvár – Maroshegy – Szabadbattyán – Polgárdi-Ipartelepek – Polgárdi – Füle – Balatonfőkajár felső – Csajág – Balatonakarattya – Csittényhegy – Balatonkenese – Balatonfűzfő – Balatonalmádi – Káptalanfüred – Alsóörs – Csopak – Balatonarács – Balatonfüred | Nyáron 2 óránként          |